# Taha al-Haszimi
Taha al-Haszimi, arab. ‏طه الهاشمي‎ (ur. 1898 w Bagdadzie, zm. 1961 w Londynie) – iracki wojskowy i polityk, premier Iraku w 1941.

## Życiorys

### Oficer armii tureckiej
Ukończył szkołę wojskową w Stambule, w latach 1908–1918 był oficerem armii osmańskiej. Walczył w wojnach bałkańskich oraz w I wojnie światowej przeciwko Wielkiej Brytanii. Był członkiem założonej przez arabskich oficerów armii tureckiej stowarzyszenia patriotycznego o nazwie Sprzysiężenie, ale nie przyłączył się do powstania arabskiego. W końcowej fazie I wojny światowej, w której dowodził siedmioma tureckimi dywizjami, dostał się do niewoli.

### Działalność w Iraku do 1941
W 1920 dołączył do otoczenia Fajsala I, który w tym samym roku koronował się na króla Wielkiej Syrii, i został w tym państwie szefem bezpieczeństwa. Gdy państwo syryjskie upadło, a na terytorium Syrii i Libanu został ustanowiony mandat francuski, wyjechał do Stambułu i objął posadę kierownika wydziału historii wojskowości na tamtejszej Akademii Wojskowej. W 1922 udał się do Iraku, królestwa pod mandatem Wielkiej Brytanii, i w roku następnym został szefem sztabu armii irackiej, jednak na stanowisku tym pozostał tylko przez rok. Po raz drugim został szefem sztabu w 1929. W 1935 umożliwił swojemu młodszemu bratu Jasinowi objęcie teki premiera. Odmówił użycia armii do stłumienia buntu plemiennego w prowincji ad-Diwanijja, co skłoniło szefa rządu Dżamila al-Midfa’ia do podania się do dymisji. Na czele nowego gabinetu stanął Jasin al-Haszimi, który – w znacznej mierze dzięki przekupieniu szejków plemiennych – zdołał powstrzymać rozwój powstania.
W październiku 1936 Taha al-Haszimi przebywał z wizytą w Turcji. Pod jego nieobecność wyznaczony na tymczasowego wodza naczelnego Bakr Sidki dokonał zamachu stanu, obalając rząd Jasina al-Haszimiego. Nowy gabinet Hikmata Sulajmana zabronił mu powrotu do kraju.
Al-Haszimi wrócił do Iraku po zabójstwie Sidkiego w 1937, został wybrany do parlamentu. Następnie był jednym z dwóch, obok Nuriego as-Sa’ida, kandydatów na urząd premiera przedstawionych królowi Ghaziemu przez wojsko. Al-Haszimi pozostawał w przyjaznych relacjach z wpływowymi oficerami tworzącymi złoty czworobok (Salah ad-Din as-Sabbagh, Kamil Szabib, Mahmud Salman, Fahmi Sa’id) ostatecznie jednak rząd utworzył Nuri as-Sa’id, a al-Haszimi został w nim ministrem obrony. Dążył do zmniejszenia wpływu oficerów na politykę, jednak nie udało mu się poróżnić ze sobą wojskowych tworzących złoty czworobok. Mimo to pozostał ministrem obrony w pięciu kolejnych gabinetach. Reprezentował poglądy panarabskie, podziwiał wojsko III Rzeszy i potęgę tego kraju. Równocześnie pozostawał pod silnym wpływem Nuriego as-Sa’ida i nierzadko realizował w praktyce jego probrytyjskie koncepcje, z którymi sam nie sympatyzował.

### Premier Iraku
W styczniu 1941, po upadku gabinetu Raszida Alego al-Kilaniego, regent Iraku Abd al-Ilah powierzył mu misję utworzenia nowego rządu. Początkowo al-Haszimi ponownie uzyskał poparcie oficerów. Postanowił jednak odsunąć ich od wpływu na władzę, czego wyrazem miało być przeniesienie jednego z członków złotego czworoboku Kamila Szabiba do prowincjonalnego garnizonu, za radą regenta. W odpowiedzi wojskowi zawiązali spisek i w kwietniu tego samego roku rząd al-Haszimiego obalony drogą zamachu stanu. Wskutek tego samego przewrotu kraj musiał opuścić regent.

### Po 1941
Na emigracji w Turcji al-Haszimi pozostał do 1946. W 1948 doradzał komitetowi kierującemu działaniami Arabów w wojnie domowej w Mandacie Palestyny. W 1951 utworzył Partię Frontu Narodowego. Od 1953 do rewolucji r. 1958 był wiceprzewodniczącym Rady Rozwoju Iraku.
Był członkiem korespondencyjnym Akademii Arabskiej w Damaszku, opublikował szereg prac na tematy związane z wojskowością (zagadnienia historyczne, mobilizacji, bieżących problemów armii irackiej), geografią Iraku oraz z Japonią.